# Mission Santa Elena
Pour les articles homonymes, voir Santa Elena.
La mission Santa Elena fut fondée par des jésuites espagnols en 1566, sur ce que l'on nomme, de nos jours, Parris Island en Caroline du Sud, près du Fort San Salvador (plus tard rebaptisé Fort San Felipe). La mission deviendra la base opérationnelle des Jésuites et de l'armée espagnole dans la zone septentrionale de la Floride espagnole.

## Base coloniale
En 1567, le gouverneur Pedro Menéndez de Avilés organisa une expédition, conduite par le capitaine Juan Pardo, visant, depuis Santa Elena, à explorer le continent nord-américain, à pacifier et à convertir les indigènes et à découvrir une nouvelle route vers les mines d'argent du Mexique. Les Espagnols n'avaient alors aucune idée de la taille du continent qui s'offrait à eux et des distances à parcourir. L'expédition établira la première colonie à l'intérieur de ce qui deviendra la Caroline du Nord. Juan Pardo conduisit ses hommes à Joara, un grand centre régional de la civilisation mississippienne, près de l'actuelle ville de Morganton.  Pardo rebaptisa le village Cuenca et le revendiqua au nom de l'Espagne. Ils y construisirent le Fort San Juan et en firent une base susceptible de les accueillir pendant l'hiver. Pardo y laissa un contingent de 30 hommes et poursuivit sa route, construisant le long de son chemin cinq nouveaux forts. Il rentra, cependant, à Santa Elena sans repasser par Joara. Au bout de 18 mois, les indigènes attaquèrent les soldats, tuant les 120 hommes des forts, sauf un, et brulèrent toutes leurs installations. Les Espagnols ne revinrent jamais en ces lieux, pour y défendre leur revendication territoriale.

## Mission et capitale
Les missionnaires jésuites œuvrèrent à la conversion des Indiens qui vivaient autour de Santa Elena. Ils furent très vite confrontés à une grande difficulté: les indigènes étaient nomades et refusaient de s'établir dans des villages permanents.
Maladies et épidémies affectèrent gravement la colonie lors de ses débuts, particulièrement en 1570 et 1571. Les navires d'approvisionnement arrivaient à intervalles irréguliers, ce qui posait, bien sûr, de graves problème aux colons et aux soldats. Le manque de provisions imposaient aux colons de chercher de l'aide auprès des Indiens, ce qui causa des révoltes en raison de l'accroissement de la demande de nourriture due à la présence espagnole.
Alors que la principale colonie de Menéndez était Saint Augustine, il fit cependant de Santa Elena sa capitale de la Floride. En juillet 1571, c'est là qu'il installa sa femme et sa suite. En 1572, Santa Elena comptait 179 colons et 76 soldats. Les colons cultivaient diverses céréales dont le maïs, mais aussi courges, melons et raisins et élevaient du bétail et des poules.
Pedro Menéndez de Avilés, mourut en 1574 alors qu'il se trouvait en mission en Espagne. En son absence, c'est l'un de ses beau-fils Diego de Velasco, qui assurait l'intérim et poursuivit cette tâche après sa mort. C'est cependant l'autre fille de Menéndez, Catalina, qui hérita du titre d'Adelantado de Florida, et finalement son mari, Hernando de Miranda qui fut nommé gouverneur en février 1576.

## Destruction, reconstruction et abandon
En 1576, les hostilités avec les natifs Orista et Escamacu se solda par la destruction de la colonie et l'abandon du Fort San Salvador qui fut également incendié. En 1577, la colonie fut reconstruite ainsi qu'un nouveau fort, le Fort San Marcos. Elle fut abandonnée, dans la seconde moitié de 1587, lorsque les Espagnols se replièrent vers la Floride.
Les natifs Escamacu, convertis au Christianisme, abandonnèrent également Santa Elena, en 1587, et survécurent jusqu'au début du XVIIe siècle. De nos jours, d'importantes études archéologiques ont été entreprises sur le site. 

## Sources
- Jacob Ernest Cooke, Encyclopedia of the North American colonies, New York : C. Scribner's Sons, 1993.  (ISBN 9780684192697)
- Chester B. DePratter, « History of Santa Elena »(Archive.org • Wikiwix • Archive.is • Google • Que faire ?), College of Arts and Sciences de l'University of South Carolina.
- Charles George Herbermann, The Catholic encyclopedia, New York : Robert Appleton Co., 1912. (OCLC 1017058)